# Historisch revisionisme
In de geschiedschrijving is historisch revisionisme een nieuwe interpretatie van een historisch verslag. Meestal gaat het om het betwisten van "orthodoxe" zienswijzen op basis van nieuw of eerder genegeerd of onderbelicht bewijsmateriaal. In negatieve zin gaat het vaak om een vorm van geschiedvervalsing in de vorm van het verbloemen van fouten van leiders of helden, waarbij negatieve informatie over een historisch feit soms wordt weggelaten, verdraaid of zo belicht dat deze minder kwalijk lijkt (negationisme). Een voorbeeld hiervan is holocaustontkenning.

## Wetenschap
Wetenschappelijk gezien is historisch revisionisme een logische consequentie van de historisch-kritische methode. Uitgangspunt hierbij is dat er altijd nieuwe invalshoeken te ontdekken vallen, dus wordt de interpretatie van een historische gebeurtenis of periode voortdurend getoetst aan recent wetenschappelijk onderzoek. Geschiedschrijving kan zo worden herzien 
- aan de hand van nieuw ontdekte feiten,
- met informatie die minder vooringenomenheid (vervorming, vertekening) bevat, of
- met preciezere informatie.

## Maatschappelijke gevolgen
Bij wie belang heeft bij de bestaande versie van geschiedschrijving, kan herziening ervan weerstand oproepen. Dit speelt in sterke mate bij conservatieve groepen die strikt vasthouden aan hun beeld, zoals bij politieke of religieuze onderwerpen. Nieuwe inzichten kunnen dan leiden tot spanningen in de samenleving.
In een poging zelfs de herinnering aan ongewenste feiten weg te poetsen, worden bij revoluties en in oorlogen cultuur-historische kunstbeelden vernietigd. Er zijn dan ook talloze voorbeelden van dit soort historisch revisionisme van overheersers uit de oudheid, waaronder:
- Oude Egypte: het weghakken van de naam Achnaton uit hiërogliefen
- Perzische Rijk: het relaas van Darius I over hoe hij aan de macht kwam en zijn afstamming
- Romeinse Rijk: veel historici beschouwen Julius Caesars Commentarii de bello Gallico als revisionistische propaganda

Voorbeelden uit recentere geschiedenis:
- Zwarte legende
- Lost Cause of the Confederacy